# Glossodoris porterae
Glossodoris porterae är en snäckart som först beskrevs av Cockerell 1902.  Glossodoris porterae ingår i släktet Glossodoris och familjen Chromodorididae. Inga underarter finns listade i Catalogue of Life.